# Fritz Molnar
Frigyes "Fritz" Molnar (1893 – 1958)  var en fodboldspiller og træner fra Ungarn, som i 1930erne og 40erne arbejde for en lang række danske fodboldklubber.
Som aktiv spillede Fritz Molnar for den ungarske klub Nemzeti SC og siden for Hakoah Wien. Efter karrieren sluttede som spiller begyndte han at arbejde som fodboldtræner. I juni 1925 stod Fritz Molnar i spidsen for Hakoah Wien som træner i de sidste runder i sæsonen, hvor klubben vandt sit første østrigske mesterskab, samt i den efterfølgende sæson.
De følgende år arbejde Fritz Molnar som træner i klubber i både Tyskland, Schweiz og Ungarn. Han nåede også at stå i spidsen for både Letlands og Litauens landshold.
I december 1931 skrev Fritz Molnar kontrakt med AGF, og han arbejdede som træner i Aarhus i tre sæsoner. Med Molnar som træner blev AGF nummer tre i Danmarksturneringen i 1932-33, på det tidspunkt den hidtil bedste placering for et hold fra provinsen. AGF vandt også med Fritz Molnar det jyske mesterskab to år i træk i sæsonerne 1933-34 og 1934-35.
Siden blev han træner for flere andre danske klubber og var en overgang også unionstræner for JBU. I 1945 flyttede han til Sverige og blev træner for Halmstads BK, og i 1947 landstræner for Norge.